# Anametalia
Anametalia is een geslacht van zee-egels uit de familie Brissidae.

## Soorten
- Anametalia grandis Mortensen, 1950
- Anametalia regularis (H.L. Clark, 1925)
- Anametalia sternaloides (Bolau, 1874)